# Torneio Mundial de Futsal Feminino de 2010
O I Torneio Mundial de Futsal Feminino foi a 1ª edição do Torneio Mundial de Futsal Feminino, organizada sob as regras da FIFA (ainda que de forma oficiosa). Realizou-se em Alcobendas, Espanha, entre os dias 6 e 11 de Dezembro de 2010, ganha pela selecção do Brasil que bateu a selecção Portuguesa na final por 5-1.

## Sedes
| Arena      | Pabellon José Caballero               | Pabellon Jorge Garbajosa   |
| ---------- | ------------------------------------- | -------------------------- |
| Cidade     | Alcobendas                            | Torrejón de Ardoz          |
| Capacidade | 4 000                                 | 4 000                      |
| Jogos      | Grupo A (6), semifinal (1), final (1) | Grupo B (6), semifinal (1) |

## Árbitros
| - Lilla Perepatics - Francesca Muccardo - Danjel Janosevic | - Eduardo Fernándes - Francisco Peña - Roberto Gracia | - Francisco Gutiérrez - Marcelino Blázquez |

## Fase de grupos

### Grupo A
| Selecções | Pts | J | V | E | D | GM | GS | DG  |
| --------- | --- | - | - | - | - | -- | -- | --- |
| Brasil    | 7   | 3 | 2 | 1 | 0 | 30 | 2  | 28  |
| Portugal  | 7   | 3 | 2 | 1 | 0 | 9  | 3  | 6   |
| Venezuela | 1   | 3 | 0 | 1 | 2 | 5  | 20 | -15 |
| Tailândia | 1   | 3 | 0 | 1 | 2 | 4  | 23 | -19 |

| 6 de Dezembro de 2010 | Tailândia | 0-5 | Portugal | Polideportivo M. José Caballero |
|                       |           |     |          |                                 |

| 6 de Dezembro de 2010 | Brasil | 14-0 | Venezuela | Polideportivo M. José Caballero |
|                       |        |      |           |                                 |

| 7 de Dezembro de 2010 | Tailândia | 4-4 | Venezuela | Polideportivo M. José Caballero |
|                       |           |     |           |                                 |

| 7 de Dezembro de 2010 | Portugal | 2-2 | Brasil | Polideportivo M. José Caballero |
|                       |          |     |        |                                 |

| 8 de Dezembro de 2010 | Venezuela | 1-2 | Portugal | Polideportivo M. José Caballero |
|                       |           |     |          |                                 |

| 8 de Dezembro de 2010 | Brasil | 14-0 | Tailândia | Polideportivo M. José Caballero |
|                       |        |      |           |                                 |

### Grupo B
| Selecções | Pts | J | V | E | D | GM | GS | DG  |
| --------- | --- | - | - | - | - | -- | -- | --- |
| Espanha   | 9   | 3 | 3 | 0 | 0 | 17 | 2  | 15  |
| Rússia    | 6   | 3 | 2 | 0 | 1 | 4  | 4  | 0   |
| Japão     | 3   | 3 | 1 | 0 | 2 | 4  | 9  | -5  |
| Guatemala | 0   | 3 | 0 | 0 | 3 | 1  | 11 | -10 |

| 6 de Dezembro de 2010 | Japão | 2-1 | Guatemala | Polideportivo M. José Caballero |
|                       |       |     |           |                                 |

| 6 de Dezembro de 2010 | Espanha | 3-1 | Rússia | Polideportivo M. José Caballero |
|                       |         |     |        |                                 |

| 7 de Dezembro de 2010 | Japão | 1-2 | Rússia | Polideportivo M. José Caballero |
|                       |       |     |        |                                 |

| 7 de Dezembro de 2010 | Guatemala | 0-8 | Espanha | Polideportivo M. José Caballero |
|                       |           |     |         |                                 |

| 8 de Dezembro de 2010 | Rússia | 1-0 | Guatemala | Polideportivo M. José Caballero |
|                       |        |     |           |                                 |

| 8 de Dezembro de 2010 | Espanha | 6-1 | Japão | Polideportivo M. José Caballero |
|                       |         |     |       |                                 |

## Apuramento Campeão
|  | Meias-Finais | Meias-Finais |   |  | Final  | Final |  |
|  |              |              |   |  |        |       |  |
|  | Brasil       | 4            |   |  |        |       |  |
|  | Rússia       | 0            |   |  |        |       |  |
|  |              |              |   |  |        |       |  |
|  |              |              |   |  |        |       |  |
|  |              |              |   |  | Brasil | 5     |  |
|  |              | Portugal     | 1 |  |        |       |  |
|  |              |              |   |  |        |       |  |
|  |              |              |   |  |        |       |  |
|  |              |              |   |  |        |       |  |
|  |              |              |   |  |        |       |  |
|  | Espanha      | 3            |   |  |        |       |  |
|  | Portugal     | 4            |   |  |        |       |  |

### Final
| 11 de Dezembro de 2010 | Brasil                        | 5-1 | Portugal       | Polideportivo M. José Caballero |
| 15:30 (GMT+1)          | Lu (2) Cilene Vanessa Jéssika |     | Catarina Silva |                                 |

## Classificação Final
| Pos | País      |
| --- | --------- |
| 1   | Brasil    |
| 2   | Portugal  |
| 3   | Espanha   |
| 3   | Rússia    |
| 5   | Japão     |
| 5   | Venezuela |
| 7   | Tailândia |
| 7   | Guatemala |

| Torneio Mundial de Futsal Feminino de 2010 |
| Brasil                                     |
| ------------------------------------------ |
| BRASIL Campeão (1° título)                 |